# Стандарт комплексного развития территорий
Стандарт комплексного развития территорий (СКРТ) — методическое руководство по развитию застроенных и освоению новых территорий России. Документ определяет основные подходы к строительству жилья и обустройству территорий жилой и многофункциональной застройки, предлагая готовые решения по планированию кварталов, жилых комплексов, общественных пространств, квартир. Создан с целью усовершенствования нормативно-правовой базы в области градорегулирования и архитектурного проектирования в России.
Разработан Минстроем России по поручению Правительства Российской Федерации в 2016—2019 годах при непосредственном участии фонда ДОМ.РФ и КБ «Стрелка». Рекомендации, содержащиеся в стандарте, разработаны с учётом ведущих международных урбанистических практик и основываются на принципах сохранения идентичности российских городов.
Фактическое применение СКРТ было начато в декабре 2019 года, в настоящий момент он носит рекомендательный характер, но постепенно перекладывается в нормативно-технические документы и начинает применяться на практике. Создание нормативной базы для применения СКРТ планируется завершить к середине 2021 года. На полное внедрение стандарта в России может потребоваться до 10 лет.

## Предпосылки и разработка
Работа над СКРТ была запущена по причине устаревания существующих стандартов градостроительства, заложенных в СССР и не соответствующих реалиям современной городской жизни и необходимости эффективного исполнения Указа Президента «О национальных целях и стратегических задачах развития Российской Федерации на период до 2024 года» в части увеличения объёмов ввода жилья и повышения качества городской среды.
Разработка СКРТ была предусмотрена национальным проектом «Жильё и городская среда». Основной целью создания стандарта являлось создание устойчивой, современной модели развития российских городов и среды, отвечающей интересам и потребностям жителей, бизнеса, социальным и экономическим условиям. Документ разработан с учётом лучших международных практик, основан на принципах и рекомендациях международных организаций ОЭСР и ООН (программа ООН по населённым пунктам).
В создании стандарта участвовали более 200 экспертов из 14 стран, а также более 20 ведущих российских и международных научных институтов. Стандарт был одобрен проектным комитетом по национальному проекту «Жильё и городская среда» в апреле 2019 года.

## Области применения и основные принципы
Документ объединяет в себе требования различных сфер регулирования: безопасность жизнедеятельности, санитарно-эпидемиологическое благополучие населения, градостроительная деятельность, планировка и застройка территорий, а также позволяет формировать предложения для совершенствования существующей нормативной базы.
Стандарт состоит из 6 книг и 4 каталогов и предусматривает комплекс инструментов развития городских территорий, который охватывает документы всех уровней:
- стратегия пространственного развития города — основа для разработки и актуализации генеральных планов городов;
- концепция развития отдельных территорий (мастер-план) — предпроектная стадия документации по планировке территории;
- объёмно-пространственный регламент — расширение параметров правил землепользования и застройки в части регулирования архитектурных решений фасадов, характеристик уличного фронта, земельных участков, внешнего облика застройки (высота, первые этажи, допустимые отделочные материалы);
- дизайн-код — регламент размещения вывесок, навигации, рекламы, городской мебели, малых архитектурных форм — новое видение правил благоустройства.

Ключевыми принципами СКРТ является разнообразие типов жилой среды и планировок квартир, компактная и плотная застройка, развитая уличная торговая сеть и функциональная насыщенность городской ткани, комфорт перемещений всех видов, вариативность разрешённого использования земельных участков и объектов капитального строительства, фокус на безопасности и здоровье горожан, в том числе за счёт сокращения автомобильного трафика и решений по созданию микроклиматического комфорта.
СКРТ предлагает три целевых модели городской среды:
- малоэтажную (индивидуальная и блокированная жилая застройка, многоквартирные дома до 4 этажей);
- среднеэтажную (многоквартирные дома до 8 этажей и высотные акценты);
- центральную (многоквартирные дома до 9 этажей и высотные акценты).

Стандарт определяет квартал площадью до 5 га как базовый элемент планировочной структуры. В СКРТ также зафиксированы такие параметры, как высота потолков в квартирах (не менее 2,8 м), этажность рядовой застройки (до 9 этажей), доля площади застройки под размещение зданий-акцентов (до 25 %), доля площади застройки под размещение общественно-деловых функций (до 30 % и более), жилищная обеспеченность и иные.
На основе такого подхода к формированию городской среды в 2017—2018 годах были составлены технические задания и проведены два открытых международных конкурса: конкурс дизайн-проектов стандартного жилья и жилой застройки, а также конкурс на разработку альтернативных решений планировок стандартного жилья. С целью распространения и внедрения лучших практик стандартного жилья была разработана проектно-сметная документация на 13 концепций, отобранных по итогам двух международных конкурсов.

## Фактическое применение в строительстве
По состоянию на январь 2020 года СКРТ носил рекомендательный характер и не является обязательным документом в области градостроительного или архитектурно-строительного проектирования, но многие девелоперы уже применяют его принципы в своих проектах и в целом положительно оценивают работу, проделанную в этом направлении.
На основе стандарта разработаны проекты пилотного применения около 300 проектов благоустройства общественных пространств в 60 городах страны, а также мастер-планы развития территорий, стратегии развития городов, объёмно-пространственные регламенты и дизайн-коды. Все документы разрабатываются для последующего использования регионами и муниципалитетами в рамках актуализации или разработки градостроительной документации.
В частности, стандарт был применён для разработки концепций застройки новых микрорайонов в городе Тулуне Иркутской области, пострадавшем от наводнения в 2019 году. Проекты, разработанные на основе стандарта, реализуются в городах Уральского федерального округа. Реализовать пилотные проекты с применением норм Стандарта также планируют Воронежская и Оренбургская области.

## Книги стандарта
- Книга 1. «Свод принципов комплексного развития городских территорий»[19]
  - О стандарте комплексного развития территорий.
  - Часть 1. Принципы и целевые модели стандарта.
  - Часть 2. Малоэтажная модель. 
  - Часть 3. Среднеэтажная модель.
  - Часть 4. Центральная модель.
  - Часть 5. Конструктор целевых моделей стандарта.
  - Часть 6. Основные элементы комфортного жилья.
  - Часть 7. Применение целевых моделей стандарта.
  - Приложение. Методика расчёта отдельных параметров целевых моделей стандарта.
- Книга 2. «Стандарт развития застроенных территорий»[20]
  - Часть 1. Общие положения.
  - Часть 2. Эволюционное развитие застроенных территорий.
  - Часть 3. Объёмно-пространственный регламент.
  - Часть 4. Алгоритм разработки объёмно-пространственного регламента.
  - Приложение 1. Методика отбора и обзор типов территорий жилой застройки.
  - Приложение 2. Межевание территорий.
- Книга 3. «Стандарт освоения свободных территорий»[21]
  - Часть 1. Общие положения.
  - Часть 2. Алгоритм разработки мастер-плана территории.
  - Часть 3. Примеры реализованных мастер-планов.
  - Приложение 1. Расчёт ТЭП для территорий меньше территории применения модели.
  - Приложение 2. Расчёт необходимого числа узлов въезда/выезда с территории проектирования.
  - Приложение 3. Типы перекрёстков.
- Книга 4. «Стандарт формирования облика города»[22]
  - Часть 1 Общие положения.
  - Часть 2. Открытые городские пространства и задачи их благоустройства.
  - Часть 3. Рекомендации по благоустройству открытых городских пространств в целевых моделях стандарта.
  - Часть 4. Рекомендации по благоустройству открытых городских пространств в существующих типах городской среды.
  - Приложение 1. Благоустройство открытых городских пространств в разных климатических условиях.
  - Приложение 2. Индекс транспортной и пешеходной активности.
  - Приложение 3. Методика расчёта рекреационной нагрузки на озеленённую территорию.
- Книга 5. «Руководство по разработке проектов»[23]
  - Часть 1. Общие положения.
  - Часть 2. Рекомендуемый порядок градостроительного проектирования.
  - Часть 3. Рекомендуемый порядок архитектурно-строительного проектирования.
  - Часть 4. Рекомендуемый порядок разработки проектов благоустройства.
  - Часть 5. Рекомендации по вовлечению жителей в проекты развития городской среды и оформлению документации для публичных слушаний.
  - Часть 6. Рекомендации по проведению творческих конкурсов.
  - Часть 7. Рекомендации по определению стоимости проектов развития территорий.
  - Приложение 1. Организация процесса проектирования в международной практике.
  - Приложение 2. Методология определения стоимости проектов развития территорий в международной практике.
  - Приложение 3. Формулы расчёта ключевых параметров целевых моделей среды.
- Книга 6. «Руководство по реализации проектов»[24]
  - Часть 1. Общие положения.
  - Часть 2. Общий порядок реализации проектов.
  - Часть 3. Ключевые параметры оценки проектов развития территорий.
  - Часть 4. Порядок контроля за реализацией проектов.
  - Приложение 1. Расчёт потенциальной пешеходной активности.
  - Приложение 2 Методология выбора участков для застройки на основе оценки инвестиционной привлекательности.
  - Приложение 3. Обзор финансовых инструментов, применяемых в зарубежной практике с целью реализации программ развития территорий.
  - Приложение 4. Анализ международного опыта оценки эффективности проектов развития территорий.
  - Приложение 5. Чек-лист на предмет соответствия мастер-плана (концепции развития) территории стандарту комплексного развития территорий.
- Книга 7. Каталог 1. «Элементы и узлы открытых пространств»[25]
- Книга 8. Каталог 2. «Принципиальные архитектурно-планировочные решения. Жилые дома»[26]
- Книга 9. Каталог 3. «Принципиальные архитектурно-планировочные решения. Благоустройство»[27]
- Книга 10. Каталог 4. «Принципиальные архитектурно-планировочные решения. Застройка кварталов»[28]